# Ernst vom Rath
Ernst Eduard vom Rath (ur. 3 czerwca 1909 we Frankfurcie nad Menem, zm. 9 listopada 1938 w Paryżu) – niemiecki dyplomata, prawnik, członek NSDAP.

## Życiorys
Uczęszczał do szkoły we Wrocławiu, studiował prawo w Bonn, Monachium i Królewcu do 1932, gdy wstąpił do NSDAP i rozpoczął karierę dyplomaty. Dwa lata później wstąpił do paramilitarnej organizacji Sturmabteilung. W 1935, po pobycie w Bukareszcie zaczął pracować w ambasadzie Niemiec w Paryżu.

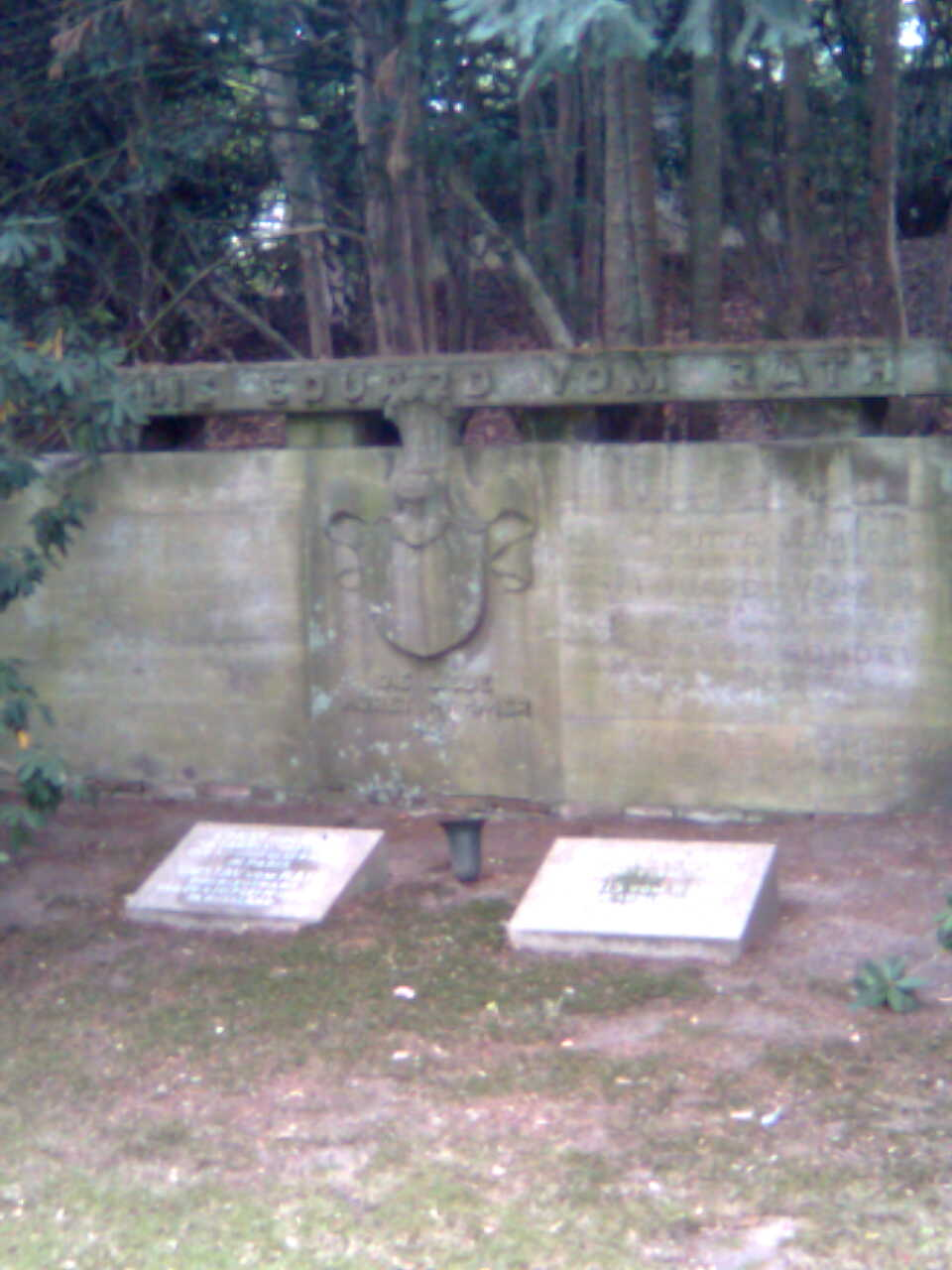
Grób Ernsta vom Ratha na cmentarzu przy Nordfriedhof w Düsseldorfie

Zginął w zamachu przeprowadzonym przez 17-letniego Żyda Herszela Grynszpana, w odwecie za deportowanie jego rodziny z Hanoweru do Polski. Zamachowiec zamierzał wziąć odwet na niemieckim ambasadorze w Paryżu Joannesie von Welczek, a Ernst vom Rath stał się ofiarą przez pomyłkę.
Zamordowanie vom Ratha zostało wykorzystane przez nazistów w podsycaniu nastrojów antysemickich w Niemczech (m.in. na Górnym Śląsku) przed pogromem znanym jako noc kryształowa. Niemiecka propaganda określiła zamach mianem „ataku międzynarodowego Żydostwa na Rzeszę Niemiecką”, kojarząc go z zamachem na szwajcarskiego nazistę Wilhelma Gustloffa, dokonanym w lutym 1936 przez żydowskiego studenta Dawida Frankfurtera.